# United Football League
United Football League (UFL) byla nejvyšší filipínská fotbalová liga v letech 2009 až 2016. Celkem se v lize nacházelo v jednotlivých ročnících od 7 do 12 týmů. Nižší ligou byla do roku 2015 United Football League – Division 2, UFL tím pádem nesla název United Football League – Division 1.
Poslední ročník soutěže proběhl v roce 2016. Od roku 2017 je nejvyšší soutěží na Filipínách Philippines Football League.

## Přehled vítězů
Zdroj:
- 2010: Philippine Air Force FC
- 2011: Philippine Air Force FC
- 2012: Global FC
- 2013: Stallion FC
- 2014: Global FC
- 2015: Ceres-La Salle FC[2]
- 2016: Global FC